# Intramotor Gloria
Der italienische Motorradhersteller Intramotor Gloria  stellte von 1976 bis 1978 Fahrräder, Motorräder und Dreirad-Lieferwagen her. Das Angebot umfasste Mopeds mit 50 cm³ Hubraum wie die Blanco, Scout, Super Scout und Gipsy, die zunächst mit Minarelli-Motoren, später mit Sachs-Motoren ausgerüstet waren. Modelle mit 125 cm³ hatten ebenfalls Sachs Motoren (mit Sechs- oder Sieben-Gang-Getriebe), wie die 125 cm³ Enduro und das Cross-Motorrad Leopard mit 25 PS.